# Венецианка (фильм)
«Венецианка» (итал.: La venexiana) — итальянский эротический фильм 1986 года режиссёра Мауро Болоньини.

## Сюжет
Фильм представляет собой переложение анонимной одноимённой комедии XVI века.
ХVI век, Венеция, центр вольнодумия, свободы и раскованности. Две красивые женщины — вдова Анджела и замужняя синьора Валерия, супруг которой уехал во Флоренцию, во время карнавала примечают приехавшего издалека Джулио. Через знакомого сводника они «заказывают» молодого человека. Очаровательному блондину с голубыми глазами придётся бегая из дома в дом, то к одной, то к другой «заказчице», многократно удовлетворять двух роскошных венецианских аристократок.

## В ролях
- Лаура Антонелли — Анджела
- Моника Гуэрриторе — Валерия
- Джейсон Коннери — Жюль
- Клаудио Амендола — Бернардо
- Клелия Рондинелла — Нэна, служанка Анджелы
- Кристина Ночи — Ория, служанка Валерии
- Анни Белль — зрительница
- Стефано Даванцати — сводник

## Оценки
Как отмечал в журнале «Искусство кино» (№ 3, 1989) кинокритик Лев Карахан, в этой экранизации комедии XVI века режиссёру удалось показать адекватного времени героя и «перевести незадачливый историзм на язык великолепного ренессансного эротизма, честное слово, не оскорбляющего даже самый взыскательный эстетический вкус».
В категории «Лучшие костюмы» фильм номинировался на премии «Давид ди Донателло» и «Серебряная лента».